# Hiša lutk (TV-serija)
Hiša lutk (izvirno Dollhouse) je ameriška znanstvenofantastična drama, ki jo je FOX predvajal med 13. februarjem 2009 in 29. januarjem 2010.
Echo je ena izmed lutk, ki so last elitne, tehnološko izjemno napredne, ilegalne Hiše lutk. Gre za osebe, ki jim s posebnim postopkom izbrišejo osebnost in jo nadomestijo z drugo, vključno s fizičnimi veščinami, znanje ... Te lutke potem uporabijo, kot spremljevalce bogatašev, ki izpolnijo vse njihove želje, za različne misije, kot pogajalce, plačane morilce ...

## Sezone
| Sezone   | Epizode | Prvič predvajano na FOX              | Prvič predvajano na TV3              |
| -------- | ------- | ------------------------------------ | ------------------------------------ |
| 1.sezona | 13      | 13. februar 2009 - 8. naj 2009       | 29. avgust 2010 - 10. oktober 2010   |
| 2.sezona | 13      | 25. september 2009 - 29. januar 2010 | 16. oktober 2010 - 27. november 2010 |

### Prva sezona
V hiši direktorica Adelle DeWitt, skrbi za popolno delovanje hiše, medtem ko programer Topher Brink skrbi za menjavanje osebnost. Echo dobi novega mentorja Boyda Langtona, nekdanjega policaja z neznano preteklostjo. Lutki Victor in Sierra se zaljubita. Medtem, agent FBI Paul Ballard odkrije Echojevo originalno osebnosti, Caroline Farrell.  Ko se Echo še naprej razvija in uči čez mejo vsakega začasnega odtis osebe, tvega, da jo pošljejo na "podstrešje" stalno počivališče za pokvarjene lutke. Ona je bila objekt fasciniranja za pobeg lutke Alpha, genija in serijskega morilca, ki je zaradi mnogih števil osebnost znorel, se ob koncu sezone vrne v hišo, da bi se soočil z Echo.

### Druga sezona
Stvari se pričnejo zapletati, ko se Echo prične spominjati vseh oseb, ki so bile v preteklosti vtisnjene vanjo. Še več, zdi se celo, da vse te osebnosti združuje v eno samo. Medtem doktorica Saunders vse težje sprejema dejstvo, da je bila nekoč druga oseba, ter da ji je Topher nato za vedno vtisnil osebnost zdravnice. Agent Paul Ballard pristane, da bo postal skrbnik Echo, medtem ko Boyd Langton prevzame varovanje celotne hiše. Senator Daniel Perrin že nekaj časa poskuša zapreti Hišo lutk, a temu še nikoli ni bil tako nevarno blizu kot tokrat, saj je končno dobil pričo. Ob koncu sezone pa poskušajo Langtonu preprečiti, prenesti njihovo tehnologijo v svet in prinesti konec civilizacije, kot jo poznamo danes.

## Glavni igralci
- Eliza Dushku - Echo (lutka - posebna)
- Harry Lennix - Boyd Langton (upokojeni policaj; varnostnik in spremljevalec lutk)
- Fran Kranz - Topher Brink (znanstvenik, ki lutkam briše osebnosti in jih zamenja)
- Tahmoh Penikett - Paul Ballard (posebni agent FBI v iskanju resnice o obstoju Hiše lutk)
- Enver Gjokaj - Victor (lutka)
- Dichen Lachman - Sierra (lutka - najnovejša pridobitev Hiše lutk)
- Olivia Williams - Adelle DeWitt (šefica Hiše lutk v Los Angelesu)

## Nagrade in priznanja
/